# Isotachoforese
Isotachoforese of ITP is een techniek waarmee ionen gescheiden en geconcentreerd kunnen worden. ITP wordt meestal uitgevoerd in een capillair, waarover een elektrische spanning wordt gezet.

## ITP als elektroforetische techniek

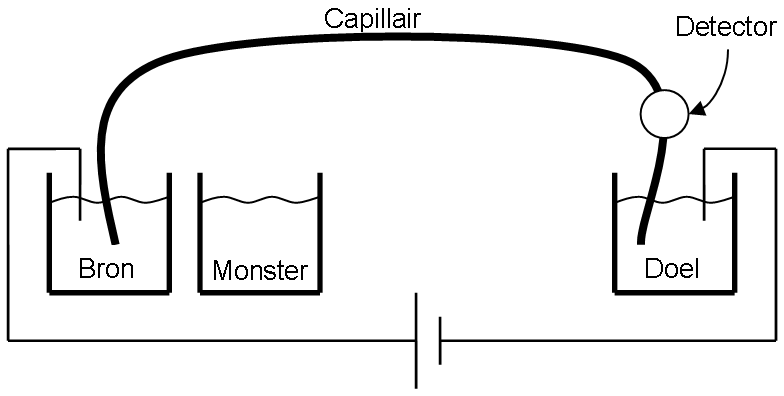
Opstelling zoals die bij CZE en cITP gebruikt wordt. Bij cITP bevat de "bron" de terminating electrolyte en het "doel" de leading electrolyte. Monstername kan plaatsvinden door het uiteinde van het capillair in het vaatje met het monster te plaatsen

ITP is een elektroforetische scheidingstechniek. Elektroforetische scheidingen worden uitgevoerd in een systeem dat bepaalde elektrolyten (buffers) bevat. Het te scheiden monster wordt in dit systeem geplaatst, vaak als een geconcentreerde "plug". Aan beide uiteinden van het systeem worden elektroden geplaatst, die verbonden zijn met een spanningsbron. De elektrolyten maken daardoor deel uit van een stroomkring. Wanneer er een spanning over het systeem wordt gezet, zullen de ionen in de elektrolyten gaan bewegen in de richting van een elektrode. Daardoor zal er een stroom gaan lopen. Ook de analyten in het monster zullen richting een elektrode gaan bewegen.

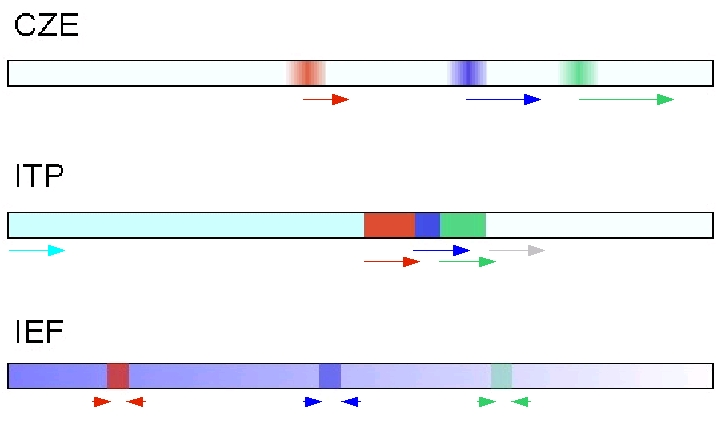
Vergelijking van CZE, ITP en IEF. Rood, groen en blauw: de analyten. Bij zone-elektrophorese worden de analyten gescheiden op grond van hun elektroforetische mobiliteiten. Bij isotachophorese worden de analyten eveneens gescheiden op grond van hun elektroforetische mobiliteiten, maar blijven ze ingeklemd tussen de LE en TE. Bij iso-elektrisch focusseren is er een pH-gradiënt. Elk van de analyten wordt gefocust op de locatie waar de pH overeenkomt met hun pI.

De meest gangbare ITP-methode is capillaire isotachoforese (cITP). De opstelling voor cITP komt vrijwel geheel overeen met die van capillaire zone-elektroforese (CZE). Desalniettemin zijn zowel het scheidingsmechanisme als de uitkomst zeer verschillend voor beide technieken.
Bij CZE is de elektrolyt in het hele systeem hetzelfde, de zogeheten 'background electrolyte'. Bij ITP wordt daarentegen gebruikgemaakt van een discontinu buffersysteem van twee verschillende buffers. Het monster wordt geplaatst tussen deze twee buffers. "Voor" het monster, aan de zijde van de elektrode waar de analyten naartoe zullen bewegen, bevindt zich de leading electrolyte (LE). "Achter" het monster, aan de zijde van de elektrode waar de analyten vandaan zullen bewegen, bevindt zich de terminating electrolyte (TE).
In de praktijk wordt dit vaak gedaan door het ene uiteinde van het capillair in de LE te plaatsen en het andere uiteinde in TE. Het capillair wordt gedeeltelijk gevuld met monster en voor de rest met LE. Het monster wordt vaak opgelost in LE of TE. Tijdens de scheiding zal de LE uit en de TE in het capillair stromen.
ITP moet ook onderscheiden worden van iso-elektrisch focusseren (IEF), een techniek waarbij door middel van een pH-gradiënt stoffen gescheiden en geconcentreerd worden op grond van hun iso-elektrisch punt.

## Elektroforetische mobiliteiten
Evenals bij andere elektroforetische technieken is bij ITP het concept elektroforetische mobiliteit van groot belang. De elektroforetische mobiliteit is een coëfficiënt die vertelt hoe snel een ion door een oplossing kan migreren onder invloed van een elektrisch veld. De elektroforetische mobiliteit is afhankelijk van het soort ion en wordt gegeven door:
{\displaystyle \mu _{e}={v \over E}}
waarbij μe de mobiliteit van een ion is, v de snelheid van dat ion en E het elektrisch veld.
Bij ITP worden de mobiliteiten van de ionen zodanig gekozen, dat de mobiliteit van de LE hoger ligt dan de mobiliteiten van alle analyten in het monster, en de mobiliteit van de ionen in de TE lager. Ofwel: μLE > μA > μTE, waarbij μLE, μA en μTE de mobiliteiten zijn van respectievelijk de LE, de analyten en de TE.

## Vorming van zones

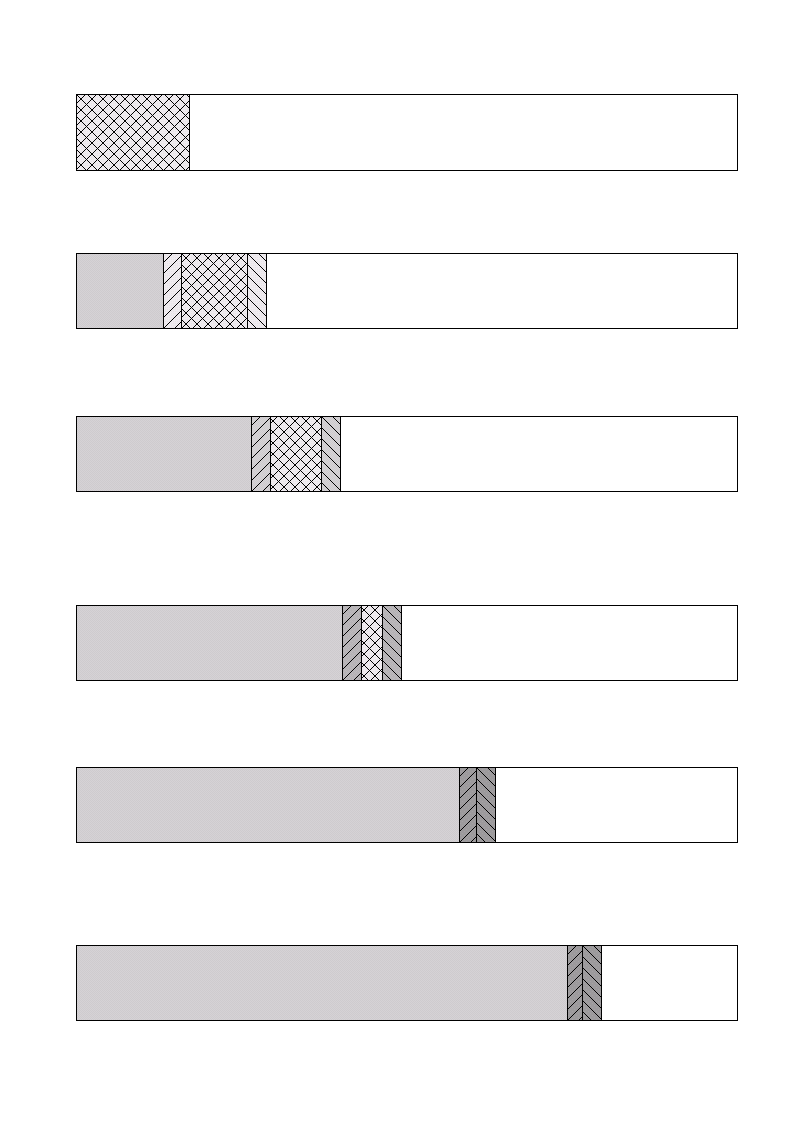
Verschillende stadia van een ITP-scheiding van een mengsel van twee analyten.
Wit: LE; grijs: TE; gearceerd: de analyten

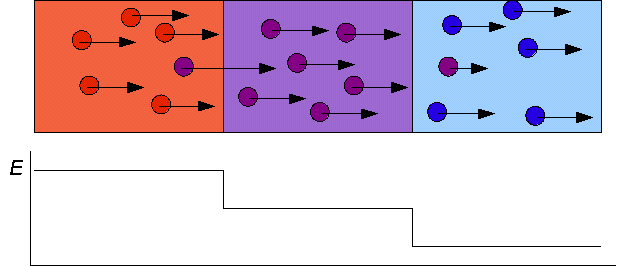
Het "self-sharpening effect": een ion dat in een volgende zone terechtkomt krijgt een lagere snelheid door het lagere elektrische veld. Het omgekeerde geldt voor een ion dat in een vorige zone terechtkomt.
Onder: het corresponderende elektrische veld, dat verschillend is voor iedere zone.

Tijdens de scheiding vormen zich verschillende zones. De zones voor de analyten blijven ingeklemd tussen de LE en de TE. De verschillende zones zullen de detector direct na elkaar passeren.
Omdat de mobiliteit van ionen in de LE groter is dan de andere mobiliteiten, zou men kunnen denken dat de zone van de LE sneller migreert dan de andere zones. Dit kan echter niet plaatsvinden. Wanneer immers de zone met LE sneller zou migreren, zou er een gebied ontstaan waaraan ionen onttrokken worden, wat zou leiden tot een erg hoge weerstand. Bij CZE is een dergelijk effect niet aanwezig, omdat de buffer overal hetzelfde is en er dus constant ionen met een hogere mobiliteit aangevoerd kunnen worden.
Wanneer de scheiding van analyten is voltooid, is er dus een dynamisch evenwicht waarbij alle zones met gelijke snelheid bewegen. Hieraan heeft de techniek haar naam ontleend:
- iso-: van ἴσος, (isos) = "gelijk"
- tacho-: van τάχος (tachos) = "snelheid"
- forese: van φορέεσθαι (phoreesthai) = "verplaatst worden"

De naam isotachoforese zou voor het eerst gebruikt zijn in een publicatie van Haglund in 1970.
De ionen in de zone met LE hebben kleinere snelheid dan je op grond van alleen de mobiliteit zou verwachten. Conform de formule {\displaystyle \mu _{e}={v/E}} wordt dit gecompenseerd door een kleiner elektrisch veld. Hetzelfde geldt voor de andere zones. Iedere zone heeft dus een eigen elektrisch veld, dat in de TE het hoogst is en bij iedere volgende zone trapsgewijs afloopt.
Wanneer een ion in een volgende zone terechtkomt (bijvoorbeeld door diffusie), dan krijgt dat ion door het lagere elektrische veld een kleinere snelheid dan de omringende ionen. Het omgekeerde geldt voor een ion dat in een vorige zone terechtkomt: dan krijgt het ion een grotere snelheid dan die zone. Hierdoor komt het ion dus terug in zijn "eigen" zone. Dit self-sharpening effect onderscheidt ITP van veel andere scheidingstechnieken, waarbij factoren als diffusie altijd leiden tot zoneverbreding.

## Concentratie
Wanneer een ITP-scheiding voltooid is, kan de plateauconcentratie in iedere zone worden benaderd door de vergelijking:
{\displaystyle c_{A}=c_{L}\cdot {\cfrac {\mu _{A}}{\mu _{A}+\mu _{T}}}\cdot {\cfrac {\mu _{L}+\mu _{T}}{\mu _{L}}}}
In deze vergelijking zijn cA en cL de concentraties van respectievelijk een analyt en de LE, en μT is de mobiliteit van het tegenion (bij een scheiding van positieve ionen zal een negatief ion zoals Cl− het tegenion zijn).
| Aannames en afleiding |
| --- |
| Verondersteld wordt dat alle ionen volledig geïoniseerd zijn en een constante mobiliteit hebben. De invloed van H+ en OH−-concentraties wordt genegeerd. In de afleiding van de formule wordt uitgegaan van monovalente ionen (enkel geladen), verder wordt niet gerekend met de effecten van diffusie. Stel, er zijn twee zones, zone 1 wordt gevormd door analyt A en zone 2 wordt gevormd door de leading electrolyte L. In beide zones is T het tegenion. Het principe van elektroneutraliteit sluit uit dat een zone een netto lading heeft, daarom moet de concentratie van T in zone 1 gelijk zijn aan de concentratie van A, en in zone 2 aan de concentratie van L. Dus: {\displaystyle c_{A}=c_{T,1}} (1) {\displaystyle c_{L}=c_{T,2}} (2) Volgens het principe van isotachoforese bewegen zone 1 en 2 (en dus A en L) met gelijke snelheid: {\displaystyle v_{A}=v_{L}} (3) De elektroforetische snelheid v is het product van de elektroforetische mobiliteit en het lokale elektrische veld, vandaar {\displaystyle \mu _{A}\cdot E_{1}=\mu _{L}\cdot E_{2}} (4) ofwel {\displaystyle {\frac {\mu _{A}}{\mu _{L}}}={\frac {E_{2}}{E_{1}}}} (5) Elektrisch gezien vormen de twee zones twee weerstanden in serie. De stroom door beide zones moet gelijk zijn: {\displaystyle I_{1}=I_{2}} (6) Stroom ontstaat wanneer ladingen zich verplaatsen. Wanneer er een som wordt gemaakt van alle ionen die zich in een bepaalde concentratie en met een bepaalde snelheid langs een bepaald oppervlak verplaatsen, dan levert dit de stroom op: {\displaystyle I=\sum _{i}Fc_{i}v_{i}A} (7) waarbij F de constante van Faraday is en A het oppervlak. In zone 1 kan deze som gemaakt worden door A en T1 op te tellen, en in zone 2 door L en T2 op te tellen. Dat de stroom in beide zones gelijk is (vergelijking 6), kan dus als volgt worden opgeschreven: {\displaystyle Fc_{A}v_{A}A_{1}+Fc_{T,1}v_{T,1}A_{1}=Fc_{L}v_{L}A_{2}+Fc_{T,2}v_{T,2}A_{2}} (8) Aangenomen dat de oppervlakken A1 en A2 in beide zones gelijk zijn, kan er vereenvoudigd worden: {\displaystyle c_{A}v_{A}+c_{T,1}v_{T,1}=c_{L}v_{L}+c_{T,2}v_{T,2}} (9) Toepassing van de vergelijkingen 1 en 2 resulteert in: {\displaystyle c_{A}(v_{A}+v_{T,1})=c_{L}(v_{L}+v_{T,2})} (10) De elektroforetische snelheid kan opnieuw omgerekend worden naar het product van de elektroforetische mobiliteit en het lokale elektrische veld: {\displaystyle c_{A}(\mu _{A}+\mu _{T})E_{1}=c_{L}(\mu _{L}+\mu _{T})E_{2}} (11) ofwel {\displaystyle c_{A}={\frac {c_{L}(\mu _{L}+\mu _{T})E_{2}}{(\mu _{A}+\mu _{T})E_{1}}}} (12) Toepassing van vergelijking 5 resulteert in {\displaystyle c_{A}={\frac {c_{L}(\mu _{L}+\mu _{T})\mu _{A}}{(\mu _{A}+\mu _{T})\mu _{L}}}} (13) waarmee de af te leiden vergelijking verkregen is |

De vergelijking kan ook ingekort worden tot
{\displaystyle c_{A}=c_{LE}\cdot K}
De factor K heeft doorgaans waarden die variëren tussen 0,2 en 0,9.
Deze vergelijking is afgeleid van een door Friedrich Kohlrausch opgestelde wet, die het verband geeft tussen elektrische stroom en de beweging van ionen.
Bovenstaande vergelijking vertelt dat in evenwichtstoestand de concentratie van een willekeurig analyt afhangt van de concentratie van de LE. Wanneer aan het begin van het ITP-proces de concentratie in een bepaalde zone kleiner is dan de concentratie die gegeven wordt door deze vergelijking, zal er opconcentratie plaatsvinden. Hierdoor is ITP niet alleen een scheidingstechniek, maar ook een concentratietechniek.
Met ITP kunnen hoge concentratiefactoren bereikt worden, afhankelijk van de concentratie die voor de LE gekozen wordt en van de startconcentraties van de analyten. Een startconcentratie die hoger is dan de verwachte eindconcentratie cA leidt echter tot verdunning.
Een grotere hoeveelheid van een bepaald analyt leidt niet tot hogere concentraties, maar tot zoneverbreding. ITP is daardoor een techniek waarmee grotere monstervolumes gescheiden kunnen worden dan met CZE. Ook is het dynamische bereik van isotachophorese groot: in één analyse kunnen analyten zeer grote tot zeer lage concentratie gemeten worden.